# Alfredo Tena
Alfredo Tena Garduño (né le 21 novembre 1956 à Mexico) est un footballeur mexicain dans les années 1970 et 80, devenu par la suite entraîneur. Il a joué et entraîné América, le club le plus populaire du Mexique. Surnommé « Capitán Furia » (capitaine furie), il compte 58 sélections en équipe du Mexique. Il jouait défenseur central dans l'équipe qui a disputé le Mundial 78 en Argentine.

## Carrière de joueur

### Clubs
- Club América
- UAG Tecos

### Équipe nationale
- 58 sélections avec l'équipe du Mexique
- participation à la coupe du monde 1978

## Carrière d'entraîneur
- UAG Tecos
- CF Puebla
- Santos Laguna
- CF Puebla
- Club América
- CF Pachuca
- Gallos Blancos
- CF Pachuca
- CD Veracruz
- Club América